# Magna (The Walking Dead)
Magna es un personaje de ficción en la serie de cómics The Walking Dead y la serie de televisión del mismo nombre, donde es interpretada por Nadia Hilker. En ambos universos, Magna es la luchadora líder de un pequeño grupo de sobrevivientes itinerantes y como en los cómics, es un personaje LGBT como Yumiko (ambas son pareja).

## Apariciones

### Cómic
Magna es la líder de los sobrevivientes de Richmond que se une a la Zona segura de Alexandría, dos años después de la caída de Negan y los Salvadores. Al comienzo del apocalipsis, Magna fue una de los muchos sobrevivientes que llegaron a un hogar de ancianos cerca de Washington D. C. Mientras se movían por el lado este de Washington, una manada masiva de caminantes que estaba siendo enrutada por Jesús y otros residentes de Alexandría tomaron por sorpresa al grupo de Magna, haciendo que perdieran su tráiler y otras pertenencias, así como uno de sus miembros.
Después de ser rescatados y llevados a Alexandría, Magna y su grupo fueron entrevistados por Rick y Andrea para permitirles quedarse y, aunque al principio sintieron cómodos con la comunidad, pronto comenzaron a desconfiar de la vida idílica que llevaban. Cuando Rick está ausente en Alexandría, Magna y su grupo descubren una prisión. Encuentran a Negan, quien les dice que Rick y su gente son animales que lo torturan y les ruega que lo liberen, pero ella se niega porque sabía que Negan estaba mintiendo.
Durante la guerra contra los Susurradores, Magna fue una miembro muy importante de la milicia, ayudándoles a ganar la guerra contra los Susurradores y después de la muerte de Rick, Magna y su novia Yumiko viven juntas en la Commonwealth.

#### Adaptación de TV

##### Temporada 9
Magna aparece por primera vez en "What Comes After" mientras escapa de una manada de caminantes. Magna, como el resto de su grupo, se defendió de los caminantes mientras intentaba escapar, aunque terminaron siendo rodeados por ellos y posteriormente rescatados por una persona desconocida. Mientras atravesaban el bosque, Magna y su grupo fueron al bosque y descubrieron a una niña que los había rescatado; Más tarde se presentó como Judith Grimes.
En "Who Are You Now?", Después de conocer al resto del grupo de Judith y ser llevada a su comunidad, la llegada de Magna y su grupo no fue bien recibida por Michonne, quien le recordó a Aaron que no tenía derecho a permitir que otros grupos ingresen a Alejandría, pero finalmente aceptó de mala gana que el destino de los recién llegados en la comunidad ser decidido por el consejo. Dentro de la iglesia del Padre Gabriel, Magna y su grupo fueron interrogados sobre su profesión antes de que comenzara el brote y las cosas que hicieron para sobrevivir y, a pesar de causar buenas impresiones a los miembros del consejo, la historia contada por Magna cuestionó la confianza de Michonne, quien demostró que la mujer había pasado mucho tiempo en prisión por los tatuajes que tenía en la mano y, como si no fuera suficiente, ella la obligó a entregar el cuchillo que había escondido en su cinturón. Las sospechas de Magna sobre la comunidad obligaron al consejo a permitirles pasar la noche en Alexandría y partir al día siguiente. Su actitud sospechosa fue muy criticada por los miembros de su grupo, quienes también la obligaron a entregar el otro cuchillo que tenía guardado y se opusieron firmemente a su plan de robar los suministros de Alexandria antes de irse. Sin renunciar a su plan, Magna decidió irrumpir en la casa de Michonne para atacarla mientras estaba desprevenida, pero después de ver cómo abrazaba a su hijo, se detuvo en el último momento y, como acto de buena fe, le entregó el otro cuchillo. que ella había guardado, confesando que habría tomado las mismas precauciones que Michonne tomó con su grupo si ella fuera la líder de la comunidad. Las palabras de Magna finalmente convencieron a Michonne de no enviarlos de regreso a la intemperie, y decidieron escoltarlos a otra comunidad que conocían.
En "Stradivarius", de camino a la colonia Hilltop, Magna protestó por la decisión de Michonne de no entregar sus armas después de haberle demostrado repetidamente que no representaban ningún peligro para nadie, pero sus afirmaciones fueron ignoradas por su grupo. Después de llegar al sitio donde fueron atacados por la manada de caminantes mientras viajaban y recibir información de Michonne de que también tomarían las armas que encontraron, Magna la confrontó por su decisión, aunque terminó aceptando a regañadientes y partió a buscar un lugar seguro para pasar la noche. Al día siguiente, después de darse cuenta de que varios caminantes se acercaban a su ubicación, Magna exigió que Michonne les diera sus armas para poder defenderse de los caminantes y, mientras se dirigían al carro conectado a los caballos para escapar de los muertos vivientes, Magna se encontró cara a cara con el zombi Bernie e incapaz de acabar con la miseria de su amiga, Michonne decidió sacarlo de la misericordia. De vuelta en el camino, Magna quedó completamente destrozada después de presenciar que su amiga se convirtió en caminante, y fue consolada por Michonne, quien confesó que entendía el dolor de perder a alguien que consideraba parte de la familia.
En "Evolution",  después de llegar a la colonia Hilltop y entregando a regañadientes sus armas para entrar, el destino de Magna y su grupo dentro de las paredes fue puesto en espera por Tara, quien informó a los recién llegados que podían quedarse en la comunidad mientras esperaban la llegada de Jesús para tomar una decisión final sobre si podían quedarse en la comunidad. A pesar de la hospitalidad de su nuevo hogar, Magna mantuvo sus sospechas sobre el líder de la comunidad, pero aceptó la propuesta de su compañero de trabajar duro en lo que la comunidad necesitaría para ganar su lugar. Con la noticia de que Eugene había sido escondido de una manada de caminantes por Rosita, Magna junto con Yumiko decidieron ir a buscar al hombre y llegaron justo a tiempo para ayudar a Michonne a rescatar a Jesús, Aaron y Eugene de los caminantes en un cementerio abandonado. Cuando Jesús se enfrentó al resto de los caminantes restantes y se preparó para regresar al grupo para escapar de los caminantes, Magna y los demás vieron con horror cómo un caminante lo apuñaló en el corazón y sin tiempo que perder, ella ayudó a tomar represalias contra los armados. Después de descubrir que eran personas disfrazadas con piel de caminante, Magna y su grupo terminaron rodeados por un grupo de "caminantes", que susurraban diciendo que iban a morir.
En "Adaptation", Magna junto con su grupo se defendieron del grupo que los estaba atacando y, antes de irse, ella ayudó a llevar el cuerpo de Jesús con ellos. Cuando partieron para regresar a la colonia Hilltop, Magna consoló a Aaron por la pérdida, asegurándose de que parecía una buena persona, y luego vieron una pequeña manada de caminantes en el puente donde algunos miembros del grupo que los había atacado en el cementerio. Después de que mataron a la mayoría de los "caminantes", el grupo se vio obligado a llevar con ellos al único sobreviviente de la escaramuza para interrogarla sobre su grupo, quien resultó ser una adolescente. Después de llegar a la colonia Hilltop llevando las malas noticias de lo que sucedió en su misión, Magna ayudó a bajar el cuerpo de Jesús de uno de los caballos que lo transportaron para ser enterrado. Más tarde, después de ser informados de que Luke y Alden habían salido a buscarlos, Magna decidió acompañar a Enid en uno de los puestos de guardia esperando la llegada de ambos y le aseguró que su novio estaba en buenas manos.
En "Omega", después de descubrir en el bosque los cadáveres de los caballos que pertenecían a Luke y Alden, Magna, como el resto de su equipo, no perdió las esperanzas y decidió seguir buscando, pero fueron interrumpidos por Tara, quien decidió que sería mejor regresar a Hilltop por su propia seguridad. Más tarde, cuando Yumiko propuso buscar a Luke por su cuenta a pesar de las órdenes de Tara, Magna se mostró reacia a pensar que podrían perder la vida que tenían dentro de la comunidad, pero de todos modos terminaron aceptando sus demandas y posteriormente abandonaron el lugar en medio de la noche debido a la gran cantidad de caminantes lo cual obligó a Magna y a su grupo a renuente a abandonar la búsqueda y regresar a Hilltop, solo para presenciar la llegada de Alpha y revelando ser la líder del grupo de "caminantes" avecinandose a las puertas de la comunidad que exigió que le dieran a su hija.
En "Bounty", desde las paredes, Magna junto con otros residentes de la comunidad decidieron si debían aceptar la oferta justa de Alpha que involucraba a dos prisioneros que habían sido capturados previamente por ella. grupo a cambio de su hija que estaba en cautiverio dentro de la comunidad. Afortunadamente, cuando el intercambio fue exitoso, Magna junto con su grupo recibieron a Luke en la entrada y posteriormente decidieron celebrar su reunión bebiendo durante la noche.
En "Chokepoint", Magna fue parte del equipo que acompañó a los residentes de la comunidad a la feria y, después de notar la preocupación de Kelly sobre el paradero de su hermana, le aseguró que estaría bien en compañía de Daryl. Cuando una pequeña manada de caminantes se acercó a los sobrevivientes, Magna se defendió de las criaturas con el uso de su arco hasta que fue ayudada por un grupo de personas llamados "Los Bandoleros", que se revelaron aliados del Reino y escoltaron a la delegación directamente. a la feria. Una vez que llegaron a la comunidad, Magna se encargó de bajar el vehículo que transportaba los suministros que tenían para ofrecer como intercambio en la feria.
En "The Calm Before", mientras disfrutaban de la feria, Magna y su grupo vieron la llegada de Daryl y su grupo a la comunidad. Temiendo que los Susurradores tomaran represalias contra Hilltop por haberse llevado a Lydia, Magna se ofreció a viajar a su casa para defender a la comunidad de cualquier ataque y durante el camino se topó con que uno de los carros pertenecientes a Hilltop fueron completamente destruidos después de un desafortunado encuentro con los Susurradores. Con la decisión de Yumiko de acompañar a Daryl y a otros para encontrar a las personas desaparecidas, Magna decidió seguir el plan inicial y se despidió de su novia. Después de ser informada sobre el trágico destino de algunas personas a manos de Alpha, Magna estaba entre las personas que escuchaban a Siddiq ofreciendo un homenaje a las víctimas.
En "The Storm", unos meses después de la masacre en la feria que marcó el territorio de los Susurradores, una fuerte tormenta de nieve alertó a los habitantes del Reino de abandonar su comunidad debido a la condición en la que el Reino no podía vivir. Con la ayuda de Alexandria y Hilltop, escoltaron a los reinienses a salvo hasta Hilltop. En el camino, cuando la tormenta comenzó a afectar más a los sobrevivientes, Magna y su grupo se vieron obligados a pasar la noche dentro del Santuario abandonado y escucharon el plan de Michonne de cruzar el lago congelado que pertenecía al territorio de Alpha. A pesar del temor de cruzar la frontera, el grupo logró llevar a cabo el plan con éxito y llegó sano y salvo a Hilltop.

#### Temporada 10
En "Lines We Cross", Magna se convirtió en una miembro de la milicia que enfrentaría a los Susurradores. Pero después del duro invierno, los Susurradores desaparecieron misteriosamente de la zona. Asistió al entrenamiento realizado en la costa en caso de que los enfrentaran en el futuro. Cuando se encontró con un caminante, Magna acompañó a Michonne y a otros a investigar los alrededores en busca de cualquier señal de que Alpha y los Susurradores hubieran regresado y finalmente, sus temores se hicieron realidad cuando encontraron la piel de un caminante a pocos metros de un campamento que estaba totalmente destruido. Cuando un satélite se estrelló contra el territorio de los Susurradores causando un incendio forestal, Magna y su grupo no tuvieron más remedio que cruzar la frontera que los separaba de los Susurradores.
En "Silence the Whisperers",  después de ser alertada de la misteriosa caída de un árbol contra las paredes de Hilltop, Magna ayudó a transportar a los heridos del árbol caído a las habitaciones de la mansión debido a la falta de capacidad de la enfermería. Cuando el ruido llamó la atención de varias manadas de caminantes, Magna y pocos residentes de la comunidad estaban eliminando a los caminantes y Yumiko la obligó a retroceder a regañadientes, después de que la situación se volviera crítica; Hilltop finalmente recibió la ayuda de Michonne y su grupo y juntos detuvieron la invasión. enojada por el nuevo papel de su novia ocupada dentro de la comunidad, Magna la confrontó por el hecho de que estaba tomando decisiones por los demás y le recordó que ya no es su abogada.
En "What It Always Is", suponiendo que más ataques podrían llegar a Hilltop, Magna junto con Kelly decidieron robar los suministros que tenía la comunidad y esconderlos en un área remota del bosque para poder tenga reservas para su grupo en caso de que la comunidad caiga. Cuando Kelly no regresó a Hilltop con el equipo de caza, Magna se unió a Daryl y Connie para buscarla y después de encontrarla acostada debajo del árbol, Kelly la obligó a confesar el lugar donde habían escondido los suministros que habían robado de la despensa de Hilltop y así confirmar su culpa. Sus acciones fueron muy criticadas por Daryl y Connie, quienes en lugar de condenarlas decidieron ocultar la verdad cambiándola a una versión que protegiera su estadía dentro de las paredes y después de regresar a Hilltop, Magna fue confrontada por Yumiko por lo que hizo. Durante la conversación, le confesó a su novia que era culpable del crimen que creía inocente y salió de la habitación para evitar más tensión entre ellas.
En "The World Before", cuando Gamma reveló la ubicación de la manada de caminantes que tenía Alpha, Magna era parte de un pequeño equipo que destruiría la manada pero terminó muy decepcionada al encontrar el lugar completamente vacío. Asumiendo un acto de traición por parte de su informante, Magna y el resto de su equipo decidieron cambiar los planes y emprender la búsqueda de Lydia después de haber desaparecido sin dejar rastro; pero se vio obligada a perseguir a Carol después de ver a Alpha en la distancia. El grupo terminó cayendo en su trampa y quedaron atrapados dentro de una oscura cueva llena de caminantes.

## Desarrollo y recepción

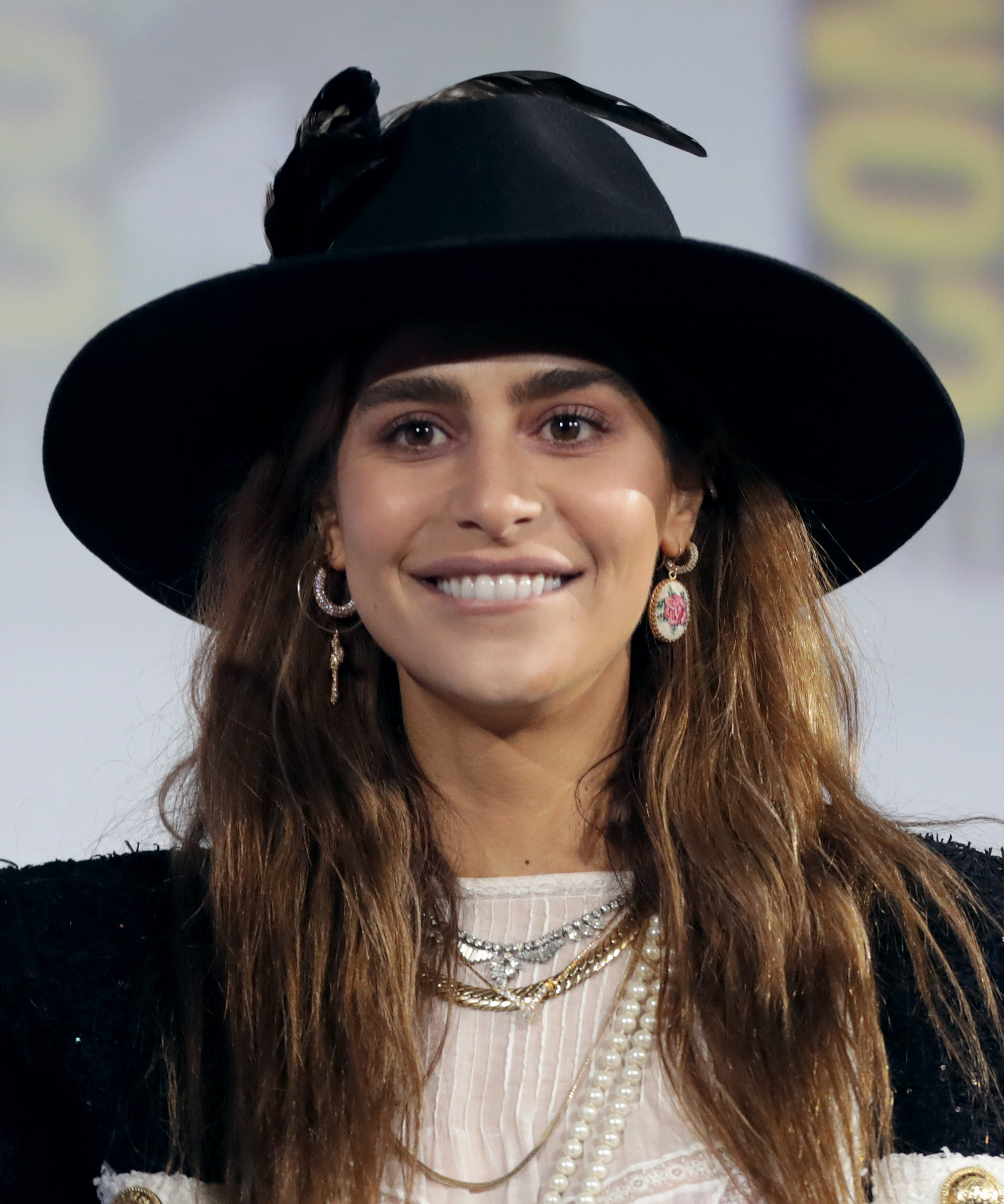
Nadia Hilker interpreta a Magna

Magna es interpretada por Nadia Hilker. El personaje entró en el reparto recurrente comenzando con el episodio "What Comes After" en la novena temporada.
Sin embargo, Nadia Hilker fue ascendida al elenco coprotagónico comenzando desde la  décima temporada. y al elenco principal en la última porción de la undécima temporada.
Alex McLevy escribiendo para The A.V. Club en el episodio "Silence the Whisperers" elogió el desarrollo del personaje de Magna: "Magna sigue siendo la más memorable, simplemente porque Nadia Hilker es una actriz magnética, pero incluso ella está atrapada haciendo poco pero atacando Yumiko por tomar decisiones con las que Magna no está de acuerdo, como si eso fuera un gran problema cuando se trata de salvar sus traseros."
Durante una entrevista con Jon Maus escribiendo para Fanfest News Nadia Hilker reveló que se siente genial trabajar para Robert Kirkman y dijo: "Um, todavía no me he dado cuenta de lo grande que es. Pero, cuando lo hago, Es genial, estoy muy agradecida. Es una familia. Todos nos apoyamos mutuamente, y es muy brutal filmar. Como, filmar el programa en sí es brutal, pero es muy divertido. y todos son demasiado buenos para ser verdad."
Ryan DeVault, de Monsters and Critics, elogió el trabajo de Nadia Hilker y escribió: "Nadia Hilker es mejor conocida por su personaje recurrente de Luna en Los 100. Ella es una actriz nacida en Alemania que también apareció en las películas Allegiant y Collide. Pronto, Hilker será mejor conocida por su interpretación de Magna."
John Saavedra, escribiendo para Den of Geek!, expresó un elogio a Hilker por el personaje de Magna y dijo: "Magna es uno de los nuevos personajes que fueron traídos para refrescar el show en la novena temporada. Con Danai Gurira lista para salir esta temporada, Nadia Hilker podría estar lista para brillar como la nueva ruda de  The Walking Dead  con una cuchilla."